# Przyłap
Przyłap (niem. Kirrhaken, kaszb. Przëlôp) – nieoficjalny przysiółek wsi Kobyla Kępa w Polsce, w województwie pomorskim, w powiecie nowodworskim, w gminie Sztutowo.
Miejscowość leży na obszarze Żuław Wiślanych nad Wisłą Królewiecką.
W latach 1975–1998 miejscowość należała administracyjnie do województwa elbląskiego.

## Nazwa
28 marca 1949 r. ustalono urzędową polską nazwę miejscowości – Przyłap, określając drugi przypadek jako Przyłapu, a przymiotnik – przyłapski.